# Gliwice
Gliwice (tyska Gleiwitz) är en stad i Polen med 196 669 inv. (2008). Staden är belägen i södra Polen, i Schlesiens vojvodskap. Staden ligger 25 kilometer väster om Katowice vid Gliwicekanalen.

## Historia
Gliwice byggdes på 1200-talet, äldsta kända omnämnande av staden härstammar från 1276. Gliwice tillhörde Preussen/Tyskland mellan 1742 och 1945. Liksom övriga städer i Schlesien hölls 1923 en omröstning huruvida staden då skulle tillhöra Polen eller Tyskland. 78,7 % röstade för en fortsatt tysk anslutning medan 21% röstade för en anslutning till Polen.
Fram till ungefär 1800 var Gliwice en lantlig småstad men staden förändrades i och med kolbrytningen.
Staden var under mellankrigstiden en viktig järnvägsknut och hade även flygplats. Tack vare rika kolförekomster i närheten var den en av medelpunkterna i det oberschlesiska industriområdet med järnhyttor, metallgjuteriet, rör-, maskin-, pappers- och kemiska fabriker.
I Gliwice iscensattes den så kallade Gleiwitzincidenten på kvällen den 31 augusti 1939 de händelser som skulle bli utbrottet av andra världskriget. En SS-trupp under ledning av Alfred Naujocks, på order av Reinhard Heydrich, tog sig i polska uniformer kontrollen över radiostationen där och sände antityska meddelanden. Det var en av flera incidenter som skapades av SS för att rättfärdiga ett tyskt anfall mot Polen.

## Industri
Gliwice är den mest västliga staden i kol- och industriområdet Górny Śląsk. Under andra halvan av 1900-talet har kemisk, elektrisk och tung metallindustri etablerats i staden.
Opel har sedan 1998 en fabrik i staden som tillverkar olika personbilsmodeller. I staden finns även en vapentillverkare Bumar, en loktillverkare ZNLE och ett stålverk. Förutom finns det flera mindre bolag. Tidigare brukade Gliwice vara ett centrum för kolbrytning, men numera utvecklas modern högteknologisk industri.

## Kultur och utbildning
I Gliwice finns en teknisk högskola med mer än 18 000 studenter (2024). I Gliwice finns flera forskningsinstitut och muséer.

## Sevärdheter
Gliwice har, troligen, världens högsta byggda trästruktur, radiomasten som är 118 meter hög. Den byggdes 1935.
Till stadens äldsta byggnader hör två kyrkor från 1200-talet. Inom gamla staden ligger Allhelgonakyrkan i gotisk stil med ett högt torn som ger en lysande utsikt över staden. I stadsdelen Szobiszowice, f d en skild ort, ligger Bartolomeuskyrkan i romansk stil som troligen byggdes av Tempelherreorden.

## Personligheter
- Horst Bienek
- Jerzy Buzek
- Lukas Podolski